# 共和国广场 (汉堡)

共和国广场是德国汉堡阿尔托纳区的一个城市广场。在广场中心，是施图尔曼喷泉。
53°32′55″N 9°56′07″E / 53.5485°N 9.9354°E

## 名稱
該廣場在1897年時被命名為「皇帝廣場」（Kaiserplatz）。1922年，威瑪共和國時期該廣場首次更名為「共和國廣場」（Platz der Republik）。1933年，國家社會主義時期該廣場被更名為「阿道夫－希特勒廣場」（Adolf-Hitler-Platz）。後來大漢堡法案通過後，該廣場再次易名為「國家廣場」（Reichsplatz），因為漢堡已經有了同名的廣場。德國二戰戰敗後，該廣場被更改回了1922年的名稱。

## 位置和環境

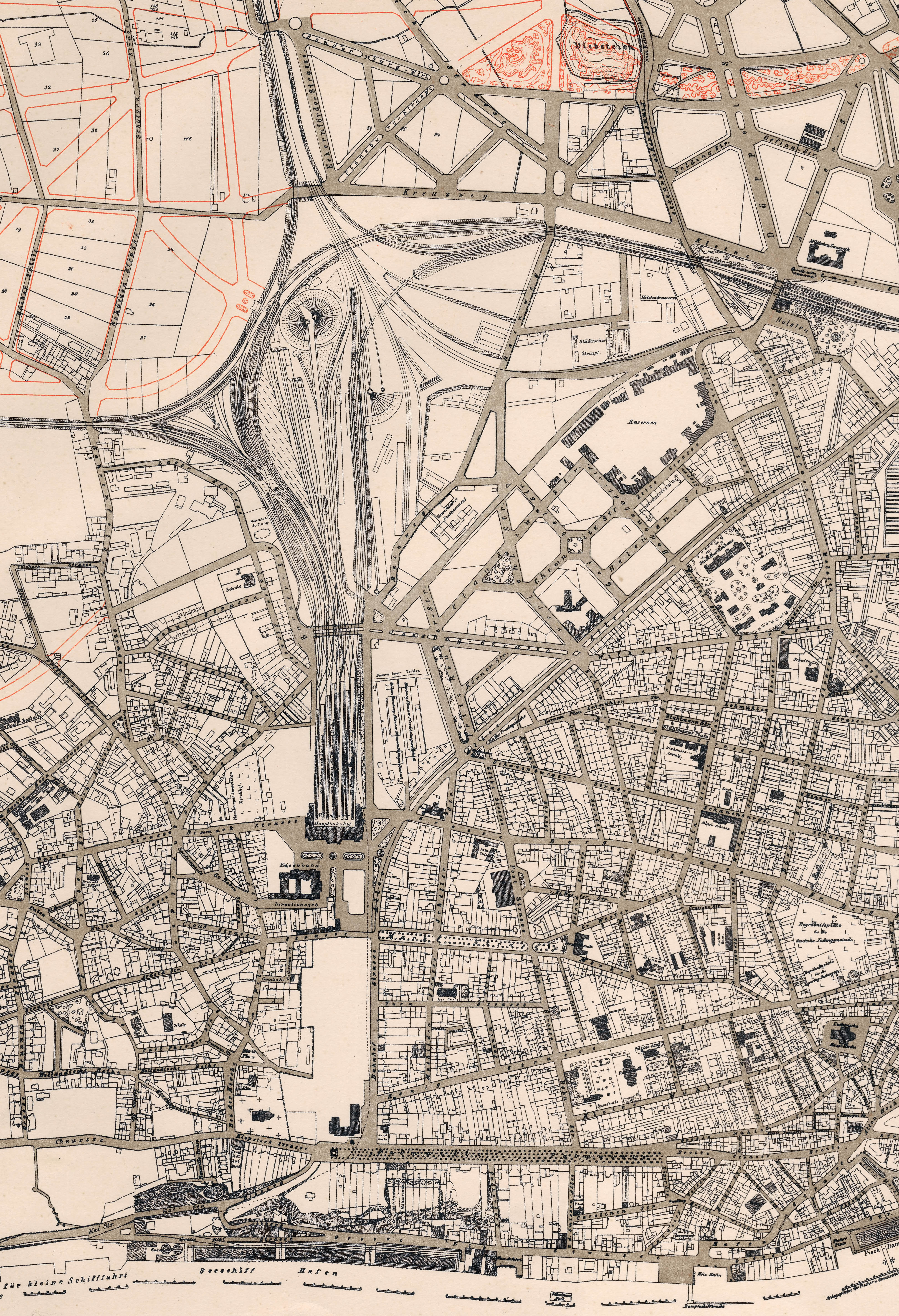
1894年車站設施北移後的情況（中下）

該廣場位於漢堡漢堡-阿爾托納老城區的西部邊界，位於漢堡-阿爾托納車站與阿爾托納市政廳之間。馬克斯·布勞爾大街位於廣場東側，而博物館街則位於廣場西側。廣場西側有阿爾托納戲院、阿爾托納博物館與前阿爾托納皇家普魯士鐵路局（後來的漢堡國家鐵路局）東樓正面。

## 歷史
在阿爾托納車站的搬離後，其舊軌道佔據此處。19世紀末在此地建立了一個開放空間，並且在1895年改建為公園。原車站大樓被保留並擴建為阿爾托納市政廳。